# Brocklebank and Richards

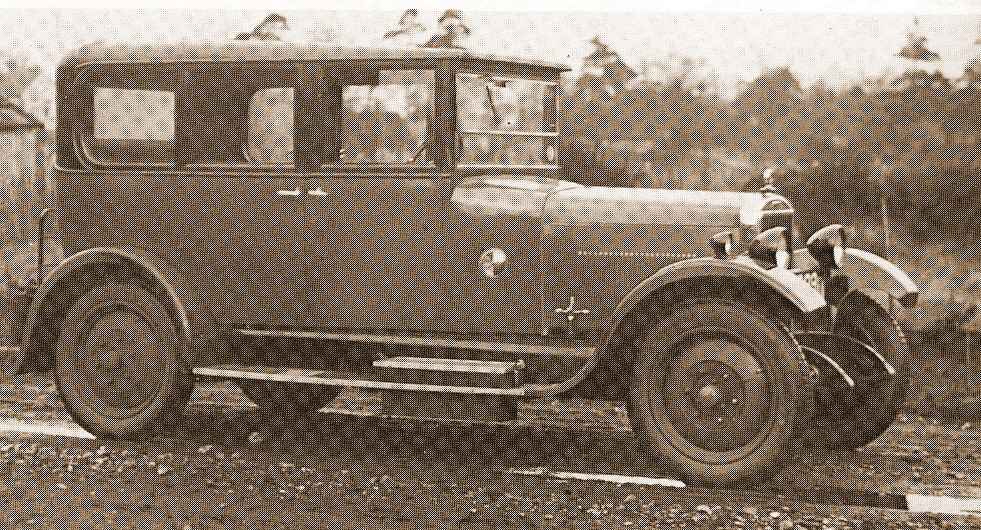
Brocklebank 15 hp (1927)

Die Firma Brocklebank and Richards war ein britischer Automobilhersteller in Birmingham.
1926 wurde der Brocklebank 15 hp vorgestellt. Der Mittelklassewagen besaß einen obengesteuerten Sechszylinder-Reihenmotor mit 2,05 l Hubraum.
Insbesondere in Australien fand der Wagen etliche Anhänger, aber bereits 1929 wurde die Fertigung wieder eingestellt. Heute sollen noch 2 Exemplare existieren.

## Modelle
| Modell | Bauzeitraum | Zylinder | Hubraum  | Radstand |
| ------ | ----------- | -------- | -------- | -------- |
| 15 hp  | 1926–1929   | 6 Reihe  | 2051 cm³ | 2959 mm  |

## Quelle
David Culshaw & Peter Horrobin: The Complete Catalogue of British Cars 1895–1975. Veloce Publishing plc. Dorchester (1999).  ISBN 1-874105-93-6